# عرابة (البطوف)
عرابة (بالعبرية: עַרָאבָּה) وتُعرف أيضًا بعرابة البطوف، هي المدينة العربية الأولى عالميًا بعدد الأطباء نسبة لعدد السكان وهي مدينة فلسطينية عربية تقع في منطقة الجليل الأسفل في وادي سخنين، وإداريًا في المنطقة الشمالية شمال إسرائيل. وتقع مدينة عرابة ايضًا على بُعد 7 كم جنوب شرق كرمئيل، ونحو 1 كم شرق سخنين، ونحو 1 كم غرب ديرحنا. وبلغ عدد سكانها 27,000 نسمة حسب إحصائيات دائرة الإحصاء المركزية الإسرائيلية لعام 2020 وتبلغ مساحتها 8,400 دونم. في عام 1965 تأسس المجلس المحلي فيها، وفي عام 2016 تحوّل إلى بلدية وأصبحت عرابة مدينة.
صُنفت عرابة في العنقود الاجتماعي-الاقتصادي 3 (من 10) عام 2021. بلغ عدد الطلاب فيها 6,428 في السنة الدراسية 2020-2021، وشكّل الطلاب الأكاديميون نسبة %3 من مجمل سكان المدينة في ذات السنة الدراسية، بينما بلغت نسبة الطلاب المتسربين من التعليم %1.05.

## التسمية
ذكر المؤرخ يوسيفوس فلافيوس القرية باسم «جِبارة»، وقد كانت إحدى ثلاث مدن كبيرة منطقة الجليل وهي: طبريا، وجبارة وصفورية. ويرى دارسو القرية أن الاسم «جِبارة» تحول إلى «جرابة» ومن ثم إلى «عرابة». وجرابة (باللاتينية: Garaba) هو الاسم الروماني للموقع، وعرابة (باللاتينية: Araba) التي ذكرها أُسابيوس، مؤرخ الكنيسة في القرون الأولى في القرن الرابع الميلادي، ثم نسبوا إليها بلغة «غُرابة» فقيل «محمود الصفدي الغرابي الشافعي».
وكان إسمها الصليبي «آرابيا» (باللاتينية: Arabia) وقد تبعت لفرسان تيوتون. وفي الفترة الإسلاميَّة ذكرها ياقوت الحموي باسم «عرابة طبي»، ومن المعتقد أنه قصد «طيّ»، وقد أخطأ الناسخون فأضافوا حرف الباء. وفي عام 1940 وجدت فيها بلاطة نُقش عليها باللاتينية «لذكرى كابوتولينا، ابنة الثامنة عشرة، أقام هذا النصب التذكاري أو الشاهد دكيوس كاسيوس أكويلا لزوجته العتيدة». والبلاطة موجودة في متحف روكفلر في القدس. وُجدت أرضية لكنيسة بيزنطية فيها رسوم هندسية داخل فسيفساء ملونة، ويظهر فيها شكل صليب. وفي وسط الرسوم دائرة فيها كتابة يونانيَّة مؤلفة من 11 سطراً.
ويقول الرأي الشعبي بأنها سُميت عرابة لكونها تقع على رابية أو بمعنى آخر التلّة وثمة اختلاف على هذا الرأي

## التاريخ

### العصور القديمة
تُرتبط عرابة بالقرية اليهودية المسماة باسم «جِبارة»، والتي ورد ذكرها في كتابات ذكر المؤرخ يوسيفوس فلافيوس، أو «آرابة» في المشناه والتلمود اليروشلمي. ويُقال إن الحاخام والباحث، يوحانان بن زكاي، عاش فيها ثمانية عشر عامًا. خلال الحرب اليهودية مع روما، حاصر فسبازيان المدينة، مما أسفر عن مقتل مواطنيها اليهود الذين لم يفروا خلال الحرب. ويُفترض أن اليهود استوطنوا المكان في القرنين الثالث والرابع للميلاد، حيث يُشار إلى المدينة على أنها مكان إقامة إحدى الدورات الكهنوتية المعروفة باسم بيثايا، كما هي مُدرجة في نقش قيصرية.
في القرن الخامس أو السادس الميلادي، عاش مسيحيون في عرابة، كما تشهد الكنيسة التي اكتُشفت فيها أرضية الفسيفساء والنقش فيها. بين عام 504 وعام 594 شيدت كنيسة بيزنطية، ويذكر تسفرير أن غريغوريوس كان أسقفاً لصفورية، وأن عرابة كانت ضمن أبرشيته.

### العصور الوسطى
في عصر الصليبيين، كانت عرابة تُعرف باسم «آرابيا» (باللاتينية: Arabia). وفي عام 1174 كانت واحدة من كاساليا (القرى) التي أعطيت لفيليب لو روس. وفي عام 1236 أكدّ ورثة فيليب لو روس بيع إقطاعية آرابيا. في عام 1250 كانت واحدة من كاساليا التابعة لفرسان تيوتون، وهي تنظيم عسكري مسيحيّ ألماني.
في القرن الثالث عشر، ذكر عالم الجغرافيا السوري ياقوت الحموي عرّابة في عمله «معجم البلدان» (1224-1228)، باعتبارها «مكانًا في محافظة عكا».

### العصر العثماني

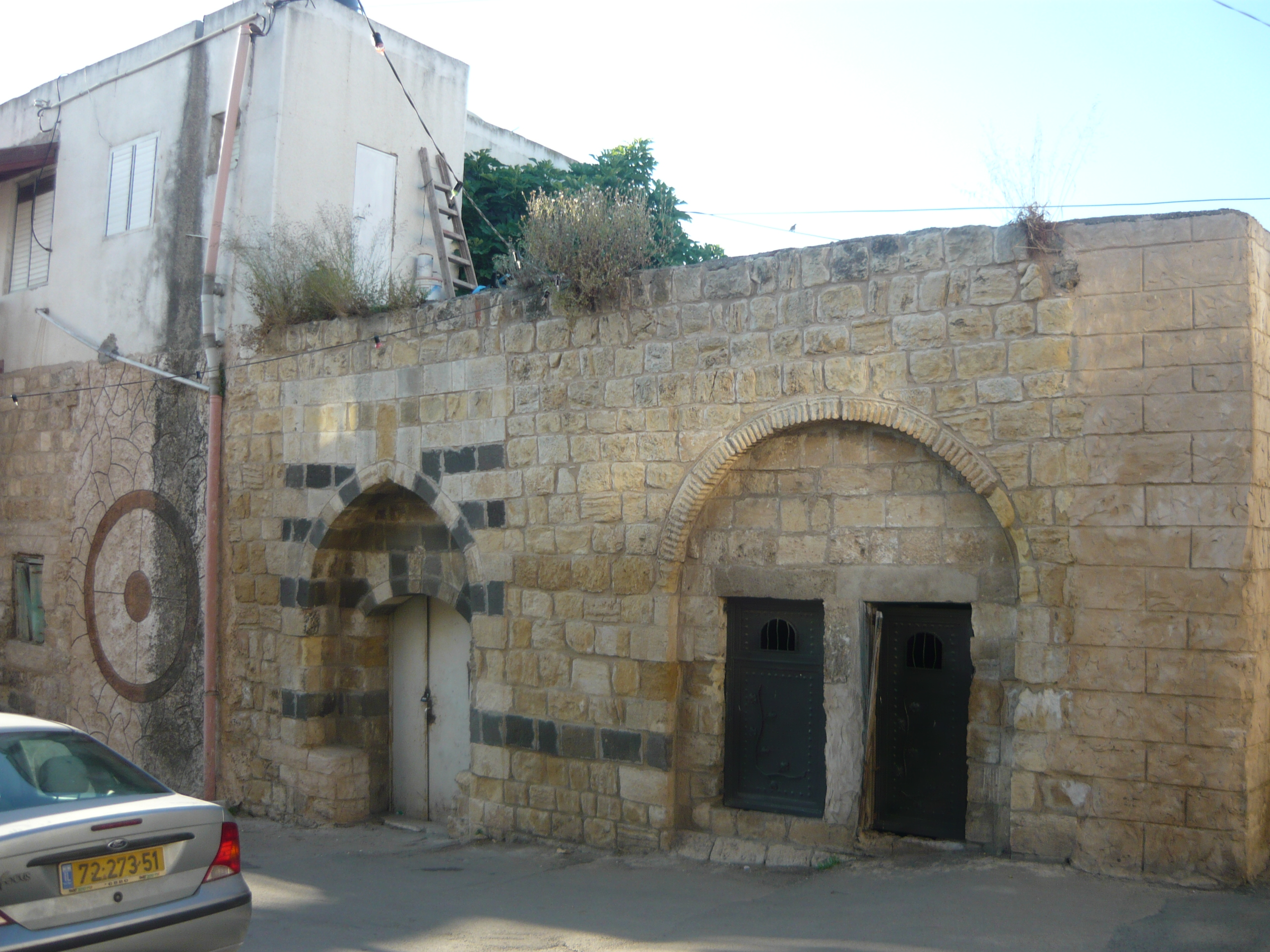
بيت ظاهر العمر الزيداني.

إندمجت القرية في الدولة العثمانية في عام 1517 مع كل فلسطين، وفي عام 1596 ظهر اسم عرابة في سجلات الضرائب على أنها موجودة في ناحية طبريا، وجزء من سنجق صفد. وكان جميع سُكانها من المُسلمين وكان تعدادهم نحو 125 أسرة وعازبين. دفع القرويون ضريبة ثابتة بنسبة 20% على القمح والشعير والمحاصيل الصيفية أو أشجار الفاكهة والقطن والماعز أو خلايا النحل؛ ما مجموعه 112,020 آقجة. وذهب ربع الإيرادات إلى الوقف الإسلامي. في القرن السادس عشر سكنت حمولة آل معلوف المسيحيَّة في عرابة.
في وقت ما من منتصف القرن السابع عشر هاجرت قبيلة الزيداني، وهي قبيلة عربية مسلمة، إلى عرابة. وسيطر شيخها لاحقًا على البلدة ومقاطعتها بعد انتزاع السيطرة على المنطقة من شيخ سلامة الدُرزي. قُضي فيما بعد على «سلامة» وغيرها من قرى الدروز في المنطقة المجاورة، وانتهت السيطرة الدرزيَّة على منطقة الشاغور، وبالتالي اكتسب آل زيداني تأثيرًا كبيرًا في المنطقة، بما في ذلك دور تجميع الضرائب لمنطقة الشاغور بالنيابة عن الوالي العثماني من إيالة صيدا. أصبحت عرابة معقل لظاهر العمر، وهو شيخ لاحق لقبيلة الزيداني. ووفقًا للأسطورة المحلية، لجأ ظاهر العمر إلى هناك بعد قتل جندي تركي. وحصل على دعم من الشيخ المحلي، محمد ناصر، وبمساعدته استوطن في البلدة والقرى المجاورة، والتي منها انطلقت سلسلة من الحملات التي أدت إلى فتح الجليل بأكمله، وما زال هناك مبنى يقال أنه منزل ظاهر العمر.
في عام 1838، أُشير إلى قرية عرابة كقرية إسلامية ومسيحية مشتركة في منطقة الشاغور، الواقعة بين صفد وعكا وطبريا.
في عام 1875 وجد فيكتور جويرين أنَّ عرابة تضم على نحو 900 مسلم ونحو 100 مسيحي روم أرثوذكس. في عام 1881 وصف صندوق استكشاف فلسطين عرابة البطوف بأنها «قرية كبيرة مبنية بالحجارة، تحتوي على حوالي 1,000 مسلم ومسيحي، وتُحيط بها بساتين الزيتون والأراضي الصالحة للزراعة. يتم الحصول على المياه من برك وصهاريج كبيرة، كان هذا هو المكان الذي نشأت فيه عائلة ظاهر العمر، والتي كانت تسكنها منذ فترة طويلة». وأظهرت قائمة السكان والتي تعود إلى عام 1887 أنّ عرابة كانت تضم على 970 نسمة، منهم نحو 80% من المسلمين ونحو 20% من المسيحيين الكاثوليك.

### الانتداب البريطاني
في إحصاء فلسطين عام 1922، الذي أجرته سلطات الانتداب البريطاني، كان عدد سكان عرابة نحو 984 نسمة، منهم 937 مسلمًا ونحو 47 مسيحيًا، من بين المسيحيين كان قرابة 42 منهم من الروم الملكيين، وقرابة أربعة من الروم الأرثوذكس وأنجليكاني واحد. في وقت تعداد عام 1931، ضمت عرابة نحو 253 منزلاً مسكوناً وبلغ عدد سكانها 1,187 مسلمًا و37 مسيحيًا.
في إحصاءات عام 1945 كان عدد سكان عرابة حوالي 1,800 نسمة؛ منهم 1,740 مسلمًا وحوالي 60 مسيحيًا، مع 30,852 دونم من الأرض، وفقًا لمسح رسمي للأراضي والسكان. وتم استخدام 3,290 دونم للمزارع والأراضي القابلة للري، وحوالي 14,736 دونم للحبوب، في حين تم بناء 140 دونم من الأراضي (الحضرية).

### دولة إسرائيل

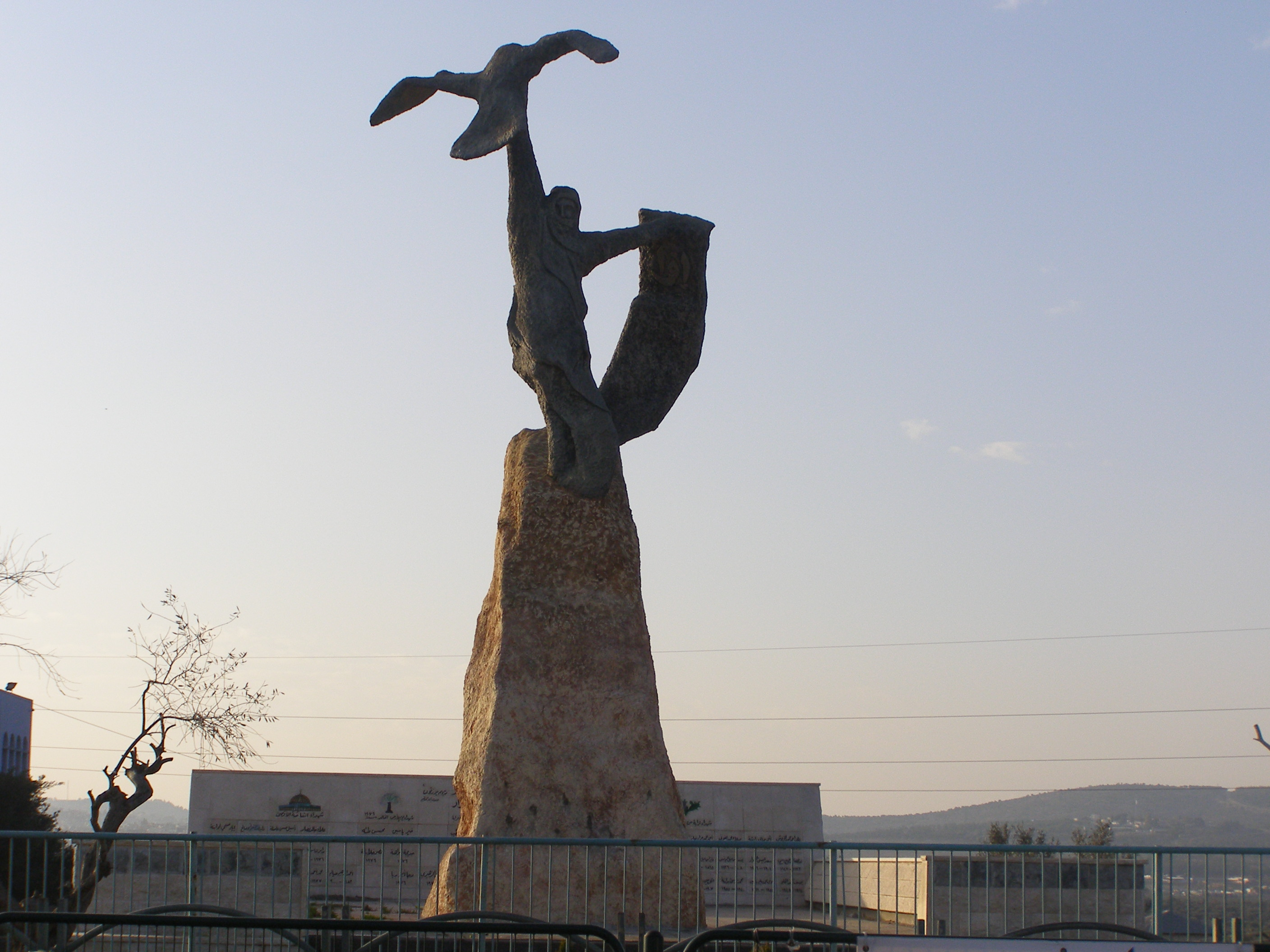
نصب تذكاري لذكرى سكان عرابة الذين قتلوا في أحداث يوم الأرض وهبة أكتوبر 2000.

في عام 1948 خلال عملية حيرام بين 29 إلى 31 أكتوبر، استسلمت المدينة للجيش الإسرائيلي. وهرب العديد من السكان ولكن الذين بقوا لم يطردهم الجنود الإسرائيليون. وظلت عرابة خاضعة للحكم العسكري عام 1966. كانت عرابة موطنًا لأول مظاهرات يوم الأرض في عام 1976، وتُشكل جنبًا إلى جنب مع سخنين ودير حنا ما يُسمى بمثلث يوم الأرض. وكان رد فعل إسرائيل للسيطرة على الاحتجاج قويًا وقُتل ستة أشخاص على أيدي الشرطة الإسرائيلية.
في 11 مارس من عام 1976، نشرت الحكومة الإسرائيلية خطة مصادرة تشمل الأراضي في منطقة الجليل. أثر على حوالي 20,000 دونم من الأرض بين سخنين وعرابة العربية. وقيل أن الأرضي التي صودرت كانت تُستخدم لأغراض أمنية ولبناء مستوطنات يهودية جديدة. ويحدد ديفيد ماكدول استئناف الاستيلاء على الأراضي في الجليل وتسريع مصادرة الأراضي في الضفة الغربية في منتصف السبعينيات من القرن العشرين باعتبارها المحفز المباشر لكل من يوم الأرض والمظاهرات المماثلة التي كانت تجري في الضفة الغربية. وكتب: «لا شيء يعمل على الجمع بين المجتمعين الفلسطيني وسياسيًا أكثر من مسألة الأرض».
في عام 2017 كان معظم سكان عرابة من المسلمين السُنة بلغ تعدادهم نحو 98.8%، ونحو 1.3% من السكان من المسيحيين. ومن العائلات المسلمة في عرابة كل من آل ياسين ونصّار، وعاصلة، وكناعنة، وبدارنة، وخطيب وغيرها. حتى الحقبة العثمانية كان المسيحيون يشكلون قرابة 20% من سكان عرابة، لكن بسبب الهجرة المسيحية المتزايدة إلى الناصرة منذ 1922 أنخفضت نسبة المسيحيين، وهاجرت عائلات آل متى وحداد ونجار إلى مدينة حيفا. وتسكن الحمائل المسيحية التالية في عرابة: خُوري وشمشوم وعوّاد، ويتركزون في الأحياء الشرقية من عرابة. ويتبع المسيحيين كنيسة الروم الملكيين الكاثوليك ويملكون كنيسة واحدة وهي كنيسة السيدة العذراء للروم الكاثوليك. وكان المسيحيين الوحيدين الذين يملكون أرضاً من صنف مُلك، في حين إمتلك المسلمين في عرابة أراضي الميري، وهذا يعكس قدم التواجد المسيحي أيام العصر العثماني.
في عام 2017 نما عدد السكان بمعدل نمو سنوي بلغ 2.1%. وكانت في المرتبة الثانية من أصل عشرة في المؤشر الاجتماعي-الاقتصادي في عام 2015. وبلغت نسبة المؤهلين للحصول على شهادة الثانوية العامة أو البجروت بين طلاب الصف الثاني عشر بين عام 2016 وعام 2017 حوالي %72.9 و%85.1 عام 2021. وكان متوسط الراتب الشهري للموظفين في نهاية عام 2016 هو 6,103 شيكل جديد، وفي نهاية 2019 بلغ 6,558 ش.ج بالمقارنة مع المتوسط الوطني حوالي 8,913 ش.ج.

## معالم
قام أندرو بيترسن، عالم الآثار المتخصص في العمارة الإسلامية، بمسح المكان في عام 1994، ووجد العديد من المباني المثيرة للاهتمام وفقاً له. I في عقد 1870، رأى فيكتور جويرين المسجد الذي يعتقد أنه ربما كان ذات يوم كنيسة. وفي الداخل كان هناك عمودين متجانسين أخذه كدليل إضافي على العصور القديمة. وتم بناء المسجد الحالي في عام 1953 على موقع المبنى الأقدم. ويقع مقابل المسجد منزل فخم له مدخل من الحجر الأبلق، ومصنوع الحجر الأبيض والأسود. هذا هو المنزل المرتبط بأسرة ظاهر العمر.